# Давыд Юрьевич
Давы́д Ю́рьевич  (Давид, ум. 2 апреля 1228 года) — князь Муромский (1203/1205—1228), сын князя Юрия Владимировича Муромского, внук Владимира Святославича, первого великого князя Рязанского. Существует гипотеза, что этот князь и его супруга являются канонизированными и почитаемыми православной церковью святыми Петром и Февронией.

## Биография
Вступил на княжеский престол после смерти старшего брата Владимира Юрьевича (по житию святой князь Давид принял княжеский престол после смерти старшего брата князя Павла).
Во время своего княжения выступал на стороне великого князя Владимирского Всеволода Юрьевича Большое Гнездо, а затем его сына Юрия, во всех значимых походах и сражениях того времени. Так, в 1207 году Давыд Юрьевич пришел на помощь Всеволоду Юрьевичу во время его похода на Рязанскую землю под Пронск. Князь Пронский Михаил Всеволодович бежал в Чернигов к тестю Всеволоду Чермному. Жители, которых возглавил Изяслав — двоюродный брат Михаила Всеволодовича — обороняли город в течение шести недель, ожидая помощи от Рязани, но испытывали острую нехватку продовольствия и воды. После неудачной попытки деблокирующего удара рязанцев город сдался на милость победителя. Изяслав был отпущен с миром, а вместо него Всеволод отдал Пронск его брату Олегу Владимировичу, который был среди осаждавших. Однако в следующем, 1208 году, узнав о своеволии, Всеволод забрал у Олега Владимировича Пронск и дал город Давыду Юрьевичу Муромскому. В том же году Олег с братьями выгнал Давыда из Пронска и отдал его Михаилу.
В борьбе за владимирское великое княжение после смерти Всеволода Большое Гнездо Давыд поддерживал Юрия и Ярослава Всеволодовичей. В 1213 году он участвовал в походе великого князя Юрия Всеволодовича на Ростов, в 1216 году муромская дружина приняла участие в Липицкой битве в составе объединенных сил Владимира, Переяславля, Суздаля и некоторых других уделов на стороне великого князя Юрия Всеволодовича против объединённого войска Новгорода, Пскова, Смоленска, Торопца, Ростова. В 1220 году Давыд послал своего сына Святослава с войском для участия в совместном с владимирцами походе против волжских булгар.

## Смерть и канонизация
Лаврентьевская летопись текстом «Оумре сн҃ъ Дв҃двъ Муромьскаго. мс̑ца. априлѧ. ст҃ъıӕ нед̑лѧ празднъıӕ» и «Тоє же нед̑ли престависѧ и сам̑ Дв҃дъ Муром̑скъıи в черньцих̑ и в скимѣ» сообщает об одновременной кончине на Пасху 1227/1228 года князя Давыда Юрьевича, постриженного в великую схиму (имя в постриге не указано), и его младшего сына Святослава Давыдовича. Хотя летописные свидетельства о пострижении в иночество и времени кончины супруги князя отсутствуют, церковное предание синхронизирует их с заключительными вехами в жизни князя. Также, согласно Кормчей книги («Аще же составлящуся браку, или муж един или едина жена внидет в монастырь да разрешится брак» гл. 42, также гл. 44, 48), лишь одновременное пострижение супругов в иночество, могло расцениваться снисходительно в качестве повода для расторжения брачного союза.
Одновременная кончина членов муромской княжеской династии выпала на время служения в Муроме епископа Муромского и Рязанского Евфросина I Святогорца (1225—1239), который, предположительно, явился совершителем иноческого пострижения княжеской четы, а также их христианского погребения.
В 1547 году, по инициативе митрополита Макария, на Московском поместном соборе состоялась канонизация князя и его супруги в лике местночтимых святых. В этой связи писателем иноком Ермолаем-Еразмом на основе муромских народных сказаний было составлено их житие.
Казанские походы и личное пребывание в Муроме летом 1552 года царя Ивана Грозного, поклонившегося «сродникам своим» (по линии потомков Ярослава Мудрого приходились друг другу кровными родственниками), способствовали началу общецерковного почитания муромского князя и его супруги, а начатое в 1555 году строительство царём каменного кафедрального собора на Воеводской горе, привело к обретению их мощей на месте княжеского погребения в подклете обветшавшего деревянного Борисоглебского собора и перенесению в новопостроенный храм (25 июня (8) июля).
С закрытием в 1934 году Муромского Богородицкого собора останки князя с супругой были перенесены в Муромский историко-художественный музей, где хранились до 1989 года, когда были возвращены Владимирской епархии Русской православной церкви и размещены в Благовещенском соборе города Мурома.
19 сентября 1992 года епископом Владимирским и Суздальским Евлогием (Смирновым) останки княжеской четы были перенесены в Троицкий собор Свято-Троицкого женского монастыря, где оказались на месте своего изначального погребения, так как в XI—XIII веках именно на этом месте находился первый кафедральный собор в честь святых князей Бориса и Глеба.

## Семья
- Брат — Владимир Юрьевич (ум.1205) — муромский князь (1176—1205).
- Брат — Юрий Юрьевич (ум.1220/1228) — удельный князь муромский.
- Супруга — предположительно Феврония, в иночестве Ефросиния[11] (по легендарной повести родилась в селе Ласково[12]).
  - Дочь — Евдокия Давыдовна, супруга великого князя Владимирского Святослава Всеволодовича[13].
  - Сын — Юрий Давыдович Муромский (уб. 1237[14])
  - Сын — Святослав Давыдович Муромский (ум.1227/1228) — участник похода на волжских булгар в 1220 году.